# NextEra Energy Resources 250
| Provas NASCAR - Gander Outdoors Truck Series 2019   |
| Temporada Regular                                   |
| --------------------------------------------------- |
| 1. NextEra Energy Resources 250 (Daytona)           |
| 2. Atlanta 200 (Atlanta)                            |
| 3. Strat 200 (Las Vegas)                            |
| 4. NGOTS Race at Martinsville (Martinsville)        |
| 5. Vankor 350 (Texas)                               |
| 6. JEGS 200 (Dover)                                 |
| 7. NGOTS Race at Kansas (Kansas)                    |
| 8. North Carolina Education Lottery 200 (Charlotte) |
| 9. Rattlesnake 400 (Texas 2)                        |
| 10. NGOTS Race at Iowa (Iowa)                       |
| 11. Gateway 200 presented by CK Power (Gateway)     |
| 12. Camping World 225 (Chicagoland)                 |
| 13. NGOTS Race at Kentucky (Kentucky)               |
| 14. Gander Outdoors 150 (Pocono)                    |
| 15. Eldora Dirt Derby (Eldora - Pista de Terra)     |
| 16. Corrigan Oil 200 (Michigan)                     |
| Provas dos Playoffs                                 |
| Round of 8                                          |
| 17. NGOTS Race at Bristol (Bristol)                 |
| 18. Chevrolet Silverado 250 (Mosport Park)          |
| 19. World of Westgate 200 (Las Vegas 2)             |
| Round of 6                                          |
| 20. Sugarlands Shine 250 (Talladega)                |
| 21. NGOTS Race at Martinsville (Martinsville)       |
| 22. Lucas Oil 150 (Phoenix)                         |
| Championship 4                                      |
| 23. Ford EcoBoost 200 (Homestead-Miami)             |
| Provas inativas/extintas                            |
| AAA Insurance 200 (1995-2011)                       |
| Bully Hill Vineyards 200 (2010-11)                  |
| Copart 200 (1995-2009)                              |
| E-Z-GO 200 (2005-2008)                              |
| Fan Appreciation 200 (2012-13)                      |
| Kentucky 201 (2000-2012)                            |
| Lucas Deep Clean 200 (2001-2011)                    |
| North Carolina Education Lottery 200 (2012-13)      |
| Too Tough To Tame 200 (2001-04, 2010-11)            |
| San Bernardino County 200 (1997-2009)               |

A NextEra Energy Resources 250 é a prova que inicia a temporada da NASCAR Truck Series, é realizada no mesmo final de semana da Daytona 500, também é conhecida como a Daytona 500 da Truck Series, tem 250 milhas e acontece na cidade de Daytona Beach, na Flórida. A Truck Series não possui as placas restritoras, que a Xfinity Series e a NASCAR Cup Series possuem, para reduzir a potência dos carros, nos famosos Superspeedways (Daytona e Talladega), pistas que não necessitam do uso do freio, devido as suas grande extensões e aos graus de inclinação elevados nas curvas. Como as camionetes (trucks) não são originalmente carros preparados para corrida, não há aonde colocar as placas restritoras, e mesmo se fosse possível colocar, seria inviável, pois prejudicaria a aerodinâmica e o rendimento dos motores das trucks.

## Vencedores
| Ano  | Data             | Piloto          | Equipe                   | Montadora | Distância | Distância       | Tempo Total | Velocidade Média (mph) |
| Ano  | Data             | Piloto          | Equipe                   | Montadora | Voltas    | Milhas (km)     | Tempo Total | Velocidade Média (mph) |
| ---- | ---------------- | --------------- | ------------------------ | --------- | --------- | --------------- | ----------- | ---------------------- |
| 2000 | 18 de Fevereiro  | Mike Wallace    | Ultra Motorsports        | Ford      | 100       | 250 (402.336)   | 1:55:00     | 130.152                |
| 2001 | 16 de Fevereiro  | Joe Ruttman     | Bobby Hamilton Racing    | Dodge     | 104*      | 260 (418.429)   | 2:00:33     | 129.407                |
| 2002 | 15 de Fevereiro  | Robert Pressley | Bobby Hamilton Racing    | Dodge     | 100       | 250 (402.336)   | 1:47:03     | 140.121                |
| 2003 | 14 de Fevereiro  | Rick Crawford   | Circle Bar Racing        | Ford      | 106*      | 265 (426.476)   | 2:04:34     | 127.642                |
| 2004 | 13 de Fevereiro  | Carl Edwards    | Roush Racing             | Ford      | 100       | 250 (402.336)   | 2:13:15     | 112.570                |
| 2005 | 18 de Fevereiro  | Bobby Hamilton  | Bobby Hamilton Racing    | Dodge     | 100       | 250 (402.336)   | 2:00:04     | 124.931                |
| 2006 | 17 de Fevereiro  | Mark Martin     | Roush Racing             | Ford      | 102*      | 255 (410.382)   | 1:44:21     | 146.622                |
| 2007 | 16 de Fevereiro  | Jack Sprague    | Wyler Racing             | Toyota    | 100       | 250 (402.336)   | 2:07:24     | 117.739                |
| 2008 | 15 de Fevereiro  | Todd Bodine     | Germain Racing           | Toyota    | 100       | 250 (402.336)   | 1:57:36     | 127.551                |
| 2009 | 13 de Fevereiro  | Todd Bodine     | Germain Racing           | Toyota    | 100       | 250 (402.336)   | 2:02:11     | 122.766                |
| 2010 | 13 de Fevereiro* | Timothy Peters  | Red Horse Racing         | Toyota    | 100       | 250 (402.336)   | 2:10:06     | 115.295                |
| 2011 | 18 de Fevereiro  | Michael Waltrip | Billy Ballew Motorsports | Toyota    | 103*      | 257.5 (414.406) | 1:58:33     | 130.025                |
| 2012 | 24 de Fevereiro  | John King       | Red Horse Racing         | Toyota    | 109*      | 272.5 (438.546) | 2:17:13     | 119.169                |
| 2013 | 22 de Fevereiro  | Johnny Sauter   | ThorSport Racing         | Toyota    | 100       | 250 (402.336)   | 1:45:56     | 141.598                |
| 2014 | 21 de Fevereiro  | Kyle Busch      | Kyle Busch Motorsports   | Toyota    | 100       | 250 (402.336)   | 1:45:10     | 142.631                |
| 2015 | 20 de Fevereiro  | Tyler Reddick   | Brad Keselowski Racing   | Ford      | 100       | 250 (402.336)   | 1:56:45     | 128.480                |
| 2016 | 19 de Fevereiro  | Johnny Sauter   | GMS Racing               | Chevrolet | 100       | 250 (402.336)   | 1:56:15     | 129.032                |
| 2017 | 24 de Fevereiro  | Kaz Grala       | GMS Racing               | Chevrolet | 100       | 250 (402.336)   | 1:55:38     | 129.72                 |
| 2018 | 16 de Fevereiro  | Johnny Sauter   | GMS Racing               | Chevrolet | 100       | 250 (402.336)   | 2:04:36     | 120.385                |

Notas
- 2001, 2003, 2006, 2011 e 2012: Corridas estendidas devido a Green-white-checker finishes.
- 2010: Corrida adiada para Sábado (13 de Fevereiro), devido à chuva.
- 2011: Michael Waltrip vence a corrida,exatamente 10 anos após a morte de Dale Earnhardt, na Daytona 500 de 2001, que curiosamente, também foi vencida por Michael Waltrip.

| Sequência das Provas | Sequência das Provas | Sequência das Provas         | Sequência das Provas | Sequência das Provas    |
| Ford EcoBoost 200    | <<                   | NextEra Energy Resources 250 | >>                   | Active Pest Control 200 |
| -------------------- | -------------------- | ---------------------------- | -------------------- | ----------------------- |